# 吉尔摩空间技术公司
吉尔摩空间技术公司是一家新兴的澳大利亚航空航天公司，正在开发混合推进剂火箭发动机及相关技术，目标是以低成本发射运载火箭。 
吉尔摩空间技术公司成立于 2012 年，最初是为了使用澳大利亚制造的Eris轨道火箭为小型卫星市场提供太空发射服务，这些火箭从北昆士兰的吉尔摩私人太空港发射。除了模块化G-Sat小型卫星平台外，该公司还提供卫星拼车发射服务。 
澳大利亚总理安东尼·阿尔巴尼斯 (Anthony Albanese)宣布，澳大利亚第一枚自主研发的轨道火箭Eris Block 1将于2025年5月15日从鲍文区阿博特角的鲍文轨道航天港进行首飞 。
吉尔摩空间公司的远期目标是开发一系列大型运载火箭，这些运载火箭能够将更大的卫星或有效载荷送入低地球轨道，并最终完成载人发射任务。 

## 创立
吉尔摩空间技术公司由前银行家亚当·吉尔摩 (Adam Gilmour) 和他的兄弟詹姆斯·吉尔摩 (James Gilmour) 于2012年创立于新加坡。2013年成立澳大利亚公司，2019年新加坡公司关闭。
该公司 2013 年的首个项目是为一系列太空相关展览和黄金海岸太空飞行学院设计和制造高保真太空飞行模拟器及复制品。  该公司于 2015年开始独立研发火箭；并在 18 个月内，使用其自研的的3D打印固体燃料技术，成功发射了澳大利亚和新加坡首枚私人研发的混合测试火箭。 
自那时起，该公司一直在开发更大的火箭，包括 One Vision 亚轨道火箭和Eris轨道运载火箭。